# Achirus mazatlanus
Achirus mazatlanus är en fiskart som först beskrevs av Steindachner, 1869.  Achirus mazatlanus ingår i släktet Achirus och familjen Achiridae. IUCN kategoriserar arten globalt som livskraftig. Inga underarter finns listade i Catalogue of Life.

## Bildgalleri

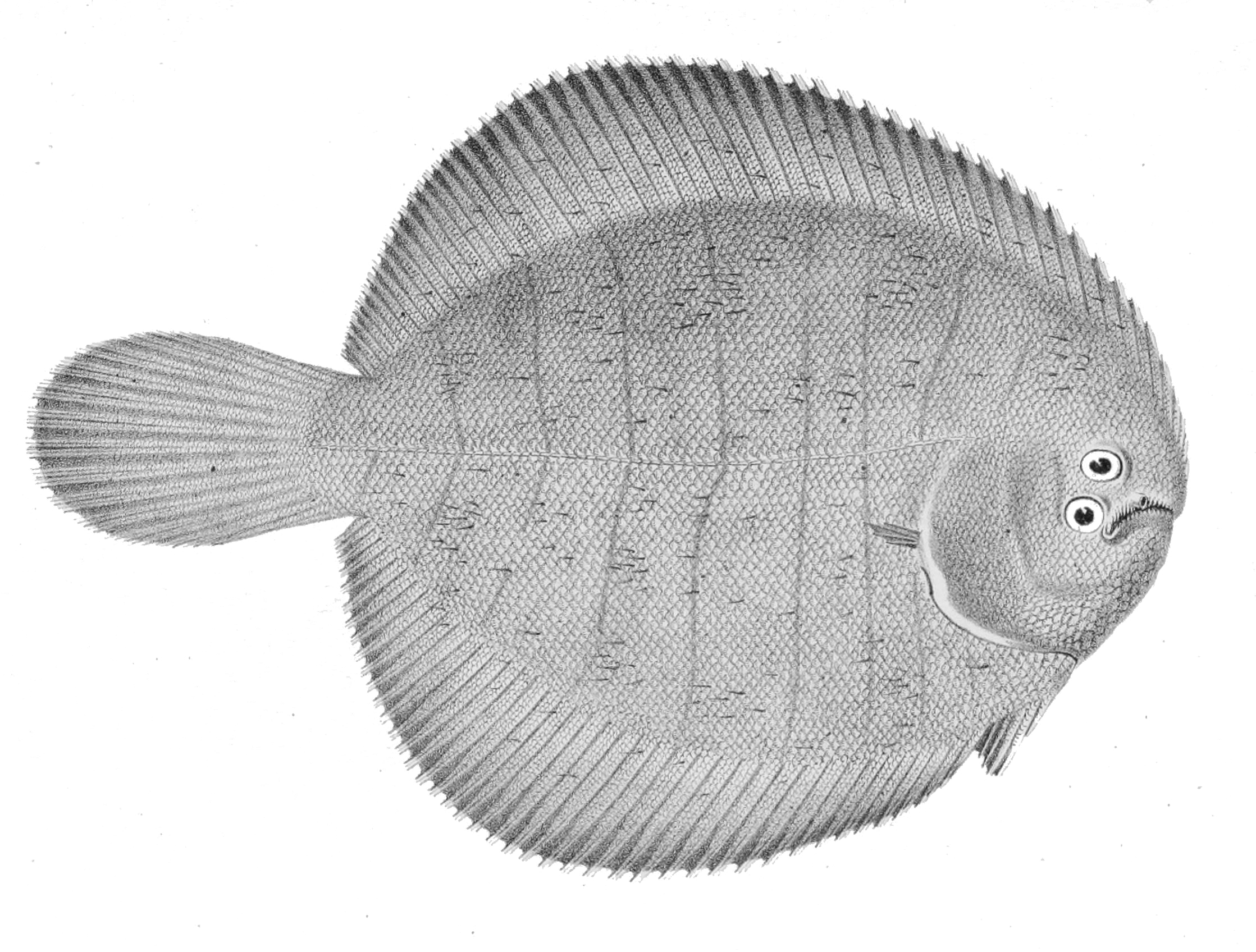